# Bando (filme)
Bando (hangul: 반도; hanja: 半島; rr: Bando; bra: Invasão Zumbi 2: Península), é um filme sul-coreano de 2020, dos gêneros drama, terror e zumbi, dirigido por Yeon Sang-ho. É uma sequência independente do filme de 2016 Busanhaeng.

## Elenco
- Gang Dong-won como Jung-seok,[6] um ex-agente militar sul-coreano que se sente culpado por não ter salvado seu sobrinho e irmã.[nota 2]
- Lee Jung-hyun como Min-jung, uma senhora misteriosa que viu Jung-seok há quatro anos, enquanto ele tentava deixar a Coreia.[nota 2]
- Lee Re como Jooni, a filha mais velha de Min-jung, que dirige um carro blindado para ajudar os sobreviventes.[nota 2]
- Kwon Hae-hyo como o Ancião Kim, o pai de Min-jung e avô de Jooni e Yu-jin, que tenta se comunicar por rádio de Busan.[7][nota 2]
- Kim Min-jae como o Sargento Hwang, o co-gerente de um clube de luta underground, que lidera ao lado de Seo.[nota 2]
- Koo Kyo-hwan como o Capitão Seo, o cínico diretor de um clube de luta underground, que enlouqueceu anos depois que o vírus devastou a Coreia.[nota 2]
- Kim Do-yoon como Chul-min, o cunhado de Jung-seok, que ajuda Jung-seok a conseguir o dinheiro.[nota 2]
- Jang So-yeon como irmã de Jung-Seok, casada com Chul-min, que morreu ao ser mordida quando ficou com o filho quando ele foi infectado, há quatro anos.[nota 2]
- Lee Ye-won como Yu-jin, a filha mais nova de Min-jung, que usa veículos de brinquedo barulhentos para eliminar zumbis e matá-los.[nota 2]
- Moon Woo-jin como Dong-hwan, sobrinho de Jung-seok, que foi infectado há quatro anos e que Jung-seok lamenta não ter salvado.[nota 2]
- Kim Kyu-baek como o Soldado Kim, o vice-líder do clube de luta underground e braço direito de Seo.[nota 2]
- Bella Rahim como a Major Jane, a soldado malaia da ONU que é a primeira a resgatar os quatro.[nota 2]
- Jang So-yeon como a irmã de Jeong-seok.[8][nota 2]

## Lançamento
Bando foi selecionado para ser mostrado no Festival de Cannes de 2020 como parte da Seleção Oficial. Porém, o festival foi cancelado devido à pandemia de COVID-19. Foi lançado na Coreia do Sul em 15 de julho de 2020.

## Recepção

### Bilheteria
Bando arrecadou US$ 1,2 milhão nos Estados Unidos e Canadá, e US$ 41,5 milhões internacionalmente, num total de US$ 42,7 milhões.

### Resposta da crítica
No site agregador de críticas Rotten Tomatoes, 55% das 134 resenhas dos críticos são positivas, com uma classificação média de 5,9/10. O consenso do site diz: "Embora uma decepcionante sensação de familiaridade ameace inviabilizar Bando, os fãs do original podem achar que é um passeio bastante emocionante." O Metacritic, que usa uma média ponderada, atribuiu ao filme uma pontuação de 51 em 100, baseado em 26 críticos, indicando críticas "mistas ou médias".